# Jan Święch
Jan Andrzej Święch (ur. 1951) – polski etnolog i antropolog kulturowy, profesor nauk humanistycznych.

## Życiorys
W 1974 ukończył studia z zakresu etnologii na Uniwersytecie Jagiellońskim. W 1994 na Uniwersytecie Łódzkim obronił pracę doktorską pt. Młynarstwo wietrzne na Kujawach. W 2003 uzyskał stopień doktora habilitowanego, na podstawie rozprawy: Architektura chłopska ziemi dobrzyńskiej od połowy XVIII wieku do lat czterdziestych XX wieku. 18 kwietnia 2013 otrzymał tytuł profesora nauk humanistycznych.
Początkowy okres jego aktywności zawodowej był związany z muzeami północnej Polski. Pracował w Muzeum Etnograficznym w Toruniu i w Muzeum Ziemi Kujawskiej i Dobrzyńskiej we Włocławku. W latach 1994–2009 był pracownikiem naukowym Uniwersytetu Łódzkiego, w latach 1997–2002 wykładał także na Uniwersytecie Mikołaja Kopernika w Toruniu. Obecnie pracownik Instytutu Etnologii i Antropologii Kulturowej UJ. W maju 2012 został wybrany dziekanem Wydziału Historycznego UJ, w kwietniu 2016 został wybrany ponownie na to stanowisko.
Jego zainteresowania badawcze obejmują tematykę budownictwa chłopskiego (w tym budownictwa przemysłowego) na Pomorzu, Kujawach i na ziemi dobrzyńskiej, a także teorię i praktykę muzealnictwa w Polsce i w Europie.
Członek Komitetu Nauk Etnologicznych Polskiej Akademii Nauk i redakcji Prac Etnograficznych Uniwersytetu Jagiellońskiego. W 1998 z Jerzym Adamczewskim i Romanem Tubają współzałożył Stowarzyszenie Muzeów na Wolnym Powietrzu w Polsce, którego był do 2010 prezesem.
Za swoją pracę został wyróżniony Brązowym i Złotym (2002) Krzyżem Zasługi, a także złotą odznaką „Za opiekę nad zabytkami”. W 2014 został uhonorowany złotym medalem „Zasłużony Kulturze Gloria Artis”.

## Wybrane publikacje
- 1986: Spichrze chłopskie na Kujawach. Warszawa.
- 1999: Skanseny. Muzea na wolnym powietrzu w Polsce. Olszanica.
- 2001: Wiatraki. Młynarstwo wietrzne na Kujawach. Włocławek.
- 2002: Architektura chłopska ziemi dobrzyńskiej od połowy XVIII wieku do lat czterdziestych XX wieku. Toruń.
- 2005: Tajemniczy świat wiatraków. Łódź.